# أسرة محمد بن راشد آل مكتوم
الشيخ محمد بن راشد هو الابن الثالث للشيخ راشد بن سعيد آل مكتوم من زوجته الشيخة لطيفة بنت حمدان بن زايد آل نهيان.

## زوجاته وأبناؤه
- الأميرة رندة البنا، من  (مطلقة)[2] وأنجب منها:[3][4][5]

منال بنت محمد آل مكتوم (12 نوفمبر 1977- )، متزوجة من الشيخ منصور بن زايد آل نهيان.
- الشيخة هند بنت مكتوم بن جمعة آل مكتوم (تزوجها عام 1979) وأنجب منها:

حصة بنت محمد آل مكتوم (6 نوفمبر 1980 - )، متزوجة من الشيخ سعيد بن دلموك بن جمعة آل مكتوم.
راشد بن محمد آل مكتوم (12 نوفمبر 1981- 19 سبتمبر 2015)، أكبر أبناء الشيخ محمد، توفي في لندن عن عمر يناهر 33 عامًا.
حمدان بن محمد آل مكتوم (14 نوفمبر 1982-)
مكتوم بن محمد آل مكتوم (24 نوفمبر 1983-)
أحمد بن محمد آل مكتوم (7 فبراير 1987-)
سعيد بن محمد آل مكتوم (20 مارس 1988-)
لطيفة بنت محمد آل مكتوم (لطيفة الثالثة) (30 مارس 1989 - )، متزوجة من الشيخ محمد بن حمد بن محمد الشرقي.
مريم بنت محمد آل مكتوم (مريم الثانية) (11 يناير 1992 - )، متزوجة من خالد بن محمد بن حمدان آل نهيان.
شيخة بنت محمد آل مكتوم (20 ديسمبر 1992- )، متزوجة من ناصر بن حمد آل خليفة.
فُطيم بنت محمد آل مكتوم (22 يوليو 1994- )
سلامة بنت محمد آل مكتوم (8 أغسطس 1999- )
شمة بنت محمد آل مكتوم (13 نوفمبر 2001-).
- دليلة العلى وأنجب منها:

دلال بنت محمد آل مكتوم (25 ديسمبر- )
لطيفة بنت محمد آل مكتوم (لطيفة الأولى) (16 يونيو 1983-)، متزوجة من فيصل بن سعود بن خالد القاسمي
مريم بنت محمد آل مكتوم (مريم الأولى) (11 أغسطس 1987-)، متزوجة من سهيل بن أحمد آل مكتوم.
حورية أحمد لامارا (مطلقة) وأنجب منها:
ميثاء بنت محمد آل مكتوم (5 مارس 1980-)
شمسة بنت محمد آل مكتوم (15 أغسطس 1981-)
لطيفة بنت محمد آل مكتوم (لطيفة الثانية) (5 ديسمبر 1985 - )
ماجد بن محمد آل مكتوم (16 أكتوبر 1987 - )
منصور بن محمد آل مكتوم (26 يونيو 1989-)
له من الأبناء أيضًا:
مروان بن محمد آل مكتوم (20 مارس 1981-)
مهرة بنت محمد آل مكتوم (26 فبراير 1994-)
- السيدة زوي غريغوراكوس من أصل يوناني. (مطلقة).

- الأميرة هيا بنت الحسين؛ الزوجة السادسة.[18] (تزوجها 10 أبريل 2004)[19] وأنجب منها:

الجليلة بنت محمد آل مكتوم (2 ديسمبر 2007 - )
زايد بن محمد آل مكتوم (7 يناير 2012-)